# Oryx GTL
Oryx GTL (arabe : أوريكس جي تي إل) est une usine de carburants synthétiques située à Ras Laffan au Qatar. Elle est possédée par Qatar Petroleum (51%) et Sasol (49%). Elle utilise le procédé GTL (en) (gas to liquids) pour convertir le gaz naturel en produits pétroliers liquides. Sa capacité était en  2007 était de 34 000 barils/jour (5 400 m3/j).

## Histoire
La construction de l'usine a commencé en 2003, et sa production a débuté en 2007.